# Ruminococcus callidus
Ruminococcus callidus è una specie di batterio appartenente alla famiglia delle Lachnospiraceae.